# Vicente Madera Peña
Vicente Madera Peña (Pola de Lena, concejo de Lena, Asturias 1896- Moreda de Aller, principado de Asturias, 1983) fue un minero sindicalista y político español, líder del Sindicato Católico de Obreros Mineros (1918-1938) y procurador a Cortes (1943-1946) durante el período franquista.

## Biografía
Con solamente once años comienza a trabajar en la Hullera Española de Moreda. Primo de Ramón González Peña.
Fundador y secretario general (1918-1938) de los Sindicatos Católicos Asturianos. El 11 de abril de 1920 la localidad asturiana de Moreda de Aller se produjo un enfrentamiento con sus rivales del Sindicato de Obreros Mineros de Asturias (SOMA) liderado por su fundador Manuel Llaneza, que se cerró con el balance de 11 muertos y 35 heridos por arma de fuego.

"...En una época marcada por los conflictos sociales, las huelgas continuas y el crecimiento de las ideas socialistas entre las masas obreras, algunos empresarios con fuertes convicciones religiosas decidieron apoyar una alternativa consistente en desarrollar sindicatos de carácter católico en los que los capitalistas no se viesen como el enemigo a combatir sino como los protectores de los obreros de su fábricas..."
Ernesto Burgos, Nuestro domingo sangriento

### Segunda República
Su actividad sindical evita la expansión del sindicato socialista de mineros y en la  Revolución de 1934 se opuso al levantamiento.
El 6 de octubre fueron asesinados los falangistas Álvaro Germán Gutiérrez y José Montes Campal (picadores de carbón) cuando defendían del asalto los locales del Sindicato Católico Minero. 
Concurre a las elecciones de 1936 formando parte de la cabidatura presentada en la provincia de Oviedo  y encabezado por Melquíades Álvarez agrupando a la CEDA y al Partido Republicano Liberal Demócrata.

### Franquismo
Fue nombrado jefe de Falange Española en Moreda en diciembre de 1937. Tras la Guerra Civil, en 1938, el sindicato queda integrado en la Organización Sindical del régimen. Fue procurador de representación sindical en la I Legislatura de las Cortes Españolas (1943-1946) por los obreros del Sindicato Nacional del Combustible.